# Moose (Perl)
Moose — расширение объектно-ориентированной подсистемы для Perl 5. Добавляет к Perl современные средства ООП, источником идей для Moose были CLOS, Perl 6 и множество других языков, таких, как Smalltalk, Java, BETA, OCaml, Ruby и др..

## Особенности
Объектно-ориентированное программирование в Moose, как и Perl 6 основывается, помимо классов и объектов, на механизме ролей, одной из альтернатив множественному наследованию (которое, впрочем, тоже поддерживается).
Атрибуты (свойства классов) классов поддерживают делегирование и  отложенную инициализацию.
Роли основаны на типажах и выполняют ту же роль, что и классы-примеси. Они напоминают интерфейсы, но в отличие от них включают реализацию методов по умолчанию.
Объектная система Moose поддерживает резидентную метамодель: её можно изменять и расширять путём написания классов и ролей средствами самого Moose. Moose используется многими CPAN-расширениями, существует ряд модулей расширения Moose. Начиная с версии 5.8 на объектной системе Moose основан Model-View-Controller веб-фреймвок Catalyst 

## Пример
Ниже определяется класс Point (точка) и его подкласс Point3D (3-мерная точка):
```
package
 
Point
;

use
 
Moose
;

use
 
Carp
;

has
 
'x'
 
=>
 
(
isa
 
=>
 
'Num'
,
 
is
 
=>
 
'rw'
);

has
 
'y'
 
=>
 
(
isa
 
=>
 
'Num'
,
 
is
 
=>
 
'rw'
);

sub
 
clear
 
{

    
my
 
$self
 
=
 
shift
;

    
$self
->
x
(
0
);

    
$self
->
y
(
0
);

}

sub
 
set_to
 
{

    
@_
 
==
 
3
 
or
 
croak
 
"Bad number of arguments"
;

    
my
 
$self
 
=
 
shift
;

    
my
 
(
$x
,
 
$y
)
 
=
 
@_
;

    
$self
->
x
(
$x
);

    
$self
->
y
(
$y
);

}

package
 
Point3D
;

use
 
Moose
;

use
 
Carp
;

extends
 
'Point'
;

has
 
'z'
 
=>
 
(
isa
 
=>
 
'Num'
,
 
is
 
=>
 
'rw'
);

after
 
'clear'
 
=>
 
sub
 
{

    
my
 
$self
 
=
 
shift
;

    
$self
->
z
(
0
);

};

sub
 
set_to
 
{

    
@_
 
==
 
4
 
or
 
croak
 
"Bad number of arguments"
;

    
my
 
$self
 
=
 
shift
;

    
my
 
(
$x
,
 
$y
,
 
$z
)
 
=
 
@_
;

    
$self
->
x
(
$x
);

    
$self
->
y
(
$y
);

    
$self
->
z
(
$z
);

}

```

В классе Point3D переопределяется методы set_to() и clear(), первый из них не вызывает метод родительского класса, второй — вызывает.